# 11711 Urquiza
11711 Urquiza eller 1998 HV50 är en asteroid i huvudbältet som upptäcktes den 25 april 1998 av LONEOS vid Anderson Mesa Station. Den är uppkallad efter Luis Urquiza del Vall.
Asteroiden har en diameter på ungefär 4 kilometer.